# Don Franco
Franco Esposito, conosciuto come Don Franco (Avellino, 3 febbraio 1945 – Parigi, 6 ottobre 1990), è stato un cantante e compositore italiano.

## Biografia
L'artista fin da giovanissimo, comincia a studiare pianoforte e chitarra; all'età di quattordici anni è iscritto alla Siae per i testi letterari e come compositore melodista. La prima affermazione avviene nel 1961, allorché consegna il brano "E' desiderio" al cantante Mario Trevi. Il successo inaspettato della canzone permette al giovane autore di entrare nel giro della discografia.
Due anni dopo avvia la collaborazione con il poeta Alfonso Chiarazzo e il motivo " Nanninella Esposito" , inciso da Virginia Da Brescia, diventa sceneggiata nella riduzione di Enzo Vitale. Nello stesso periodo scrive " T'aggia lassà ", cantata da Mario Abbate che diventa un successo popolare. Nel 1965 altro successo per il brano " Guaglione mio " lanciato da Mario Da Vinci.
Firmato un contratto discografico per l'etichetta City Record, nel 1968 partecipa come cantante al XVI Festival di Napoli con un brano di protesta beat, " Nun voglio vivere accussì ", abbinato a Mario Da Vinci. Il motivo, cantato in duetto con Bruno Baresi e il gruppo dei The Brothers non accede alla serata finale.
Dopo la parentesi festivaliera, orienta la sua attività soprattutto nella composizione di brani da affidare ad altri artisti fino a che, nel 1972, ottenuto un impiego in banca, lascia la musica.
Dopo circa un decennio e qualche canzone affidata al cantante Tony Astarita, decide di ritornare alla musica per incidere come cantante e autore l'album " Messaggi... " impreziosito dagli arraggiamenti di Eduardo Alfieri e dal coro 4+4 di Nora Orlandi. Nello stesso anno pubblica una raccolta di poesie, " Ammuina è bona p' à guerra ", titolo ripreso da una canzone interpretata da Tony Astarita.
Nel 1989 scrive il motivo autobiografico " 'O core 'e Napule " inciso da Mario Merola. Il testo del brano, che parla di donazione degli organi, non è di buon auspicio per l'artista poiché muore, dopo un anno, all'età di 45 anni, in seguito ad un'operazione al cuore avvenuta a Parigi.

## Discografia

### Album
- 1981: Messaggi... (Dieffe Record, DFM 4001)

### Singoli
- 1968: Nun voglio vivere accussì/Nun è felicità (City Record, C 6202; lato A cantato con Bruno Baresi e The Brothers)
- 1983: Si, si' femmena/'Na canzona (Holiday, HSP 4005)